# Centro de Comercialização de Produtos Artesanais do Maranhão
O Centro de Comercialização de Produtos Artesanais do Maranhão (CEPRAMA) é uma instituição de divulgação da cultura do estado brasileiro do Maranhão, e é vinculado à Secretaria de Turismo do Governo do Maranhão.
O CEPRAMA ocupa o prédio da antiga Companhia de Fiação e Tecidos de Cânhamo, no bairro Madre Deus, em São Luís, construído em 1891. A Fábrica Cânhamo funcionou até o início dos anos 1970, e contava com 105 teares, 28 máquinas, 220 operários, produzindo 1,4 milhão de metros de estopa por ano, em média.
Fundado em 1989, nele funciona, durante todo o ano, uma feira permanente de artesanato típico. Em um espaço de 4.107 m², 38 estandes comercializam produtos em fibras de buriti, azulejaria, vime, fibra de tucum, chifre, especiarias, madeira e cerâmica, além de bebidas regionais, vestuário e indumentárias de grupos juninos. Alguns dos produtos que podem ser adquiridos são: réplicas de azulejos portugueses, miniaturas de bumba-meu-boi, telas pintadas a óleo, rendas, doces e licores.
Na área externa, acontecem as festas de Carnaval, com apresentações de blocos — tradicionais, organizados e alternativos —, tribos indígenas e tambor de crioula, além da conhecida festa de São João, no tradicional Arraial do Ceprama, com apresentação de grupos de bumba-meu-boi, quadrilhas, dança portuguesa, dança do boiadeiro e cacuriá.